# Angela Borsouk
Angela Borsouk (en hébreu : אנג'לה בורסוק, en anglais : Angela Borsuk ; née le 29 août 1967 à Kherson, en URSS) est une joueuse d'échecs israélienne.
Angela Borsouk est née à Kherson, en république socialiste d'Ukraine, au sein de l'URSS. Elle fait ses débuts aux échecs pour l'Ukraine en 1989. Elle a représenté l'Union soviétique et l'Ukraine avant de représenter Israël.

## Parcours avec la sélection israélienne

### Parcours lors du championnat d'Europe des nations
Angela Borsouk fait ses débuts pour l'équipe nationale israélienne d'échecs au championnat d'Europe d'échecs en 1999. Elle y remporte la médaille d'argent pour sa performance individuelle. Elle joue ensuite à plusieurs reprises pour la sélection.

### Parcours lors des olympiades d'échecs
Angela Borsouk joue pour l'équipe nationale d'Israël lors de différentes éditions des olympiades d'échecs :
- en 2000, au troisième échiquier lors de la 34e Olympiade d'échecs qui s'est déroulée à Istanbul, en Turquie (5 victoires (+5), 5 matchs nuls (= 5), 2 défaites (-2))[4],
- en 2002, au deuxième échiquier lors de la 35e Olympiade d'échecs qui s'est déroulée à Bled, en Slovénie (+6, =5, -3)[4],
- en 2004, au premier échiquier lors de la 36e Olympiade d'échecs qui s'est déroulée à Calvià, en Espagne (+4, = 7, -3)[4],
- en 2006, au deuxième échiquier lors de la 37e Olympiade d'échecs qui s'est déroulée à Turin, en Italie (+4, =5, -2)[4],
- en 2008, au deuxième échiquier lors de la 38e Olympiade d'échecs qui s'est déroulée à Dresde, en Allemagne (+3, = 2, -4)[4],
- en 2012, au quatrième échiquier lors de la 40e Olympiade d'échecs qui s'est déroulée à Istanbul, en Turquie (+3, = 1, -2)[4],
- en 2014, au quatrième échiquier lors de la 41e Olympiade d'échecs qui s'est déroulée à Tromso, en Norvège (+6, =0, -3)[4].

## Parcours en club
Angela Borsouk défend les couleurs du club municipal d'Ashod lors de la Coupe d'Europe des clubs d'échecs, en 2010 et 2012.
En 2010, elle joue au premier échiquier et obtient un score de 0 victoire, 5 matchs nuls et 2 défaites. Son équipe se classe 11e et elle-même est à la 12e place pour sa performance individuelle au premier échiquier.
En 2012, elle joue au deuxième échiquier, derrière Masha Klinova qui occupe le premier, et elle obtient un score de 0 victoire, 2 matchs nuls et 4 défaites. Son équipe se classe 6e et elle-même est à la 8e place pour sa performance individuelle au deuxième échiquier.

## Titres internationaux décernés par la FIDE
Angela Borsouk obtient officiellement le titre de maître international féminin (MIF) en 1994. En 1997, elle reçoit le titre de grand maître international féminin (GMF) de la part de la FIDE.
En 2008, elle devient maître international (MI).